# 歌川豊国 (7代目)
歌川 豊国 (7代目) （7代目うたがわ とよくに、1938年（昭和13年）‐）とは昭和時代から現代にかけての浮世絵師。六代目歌川豊国の三男。

## 来歴
6代目歌川豊国の門人。本名は歌川博三。昭和13年、大阪市生野区林寺町に6代歌川豊国の三男として生まれる。祖父は2代歌川国鶴、曽祖父は歌川国鶴で、大叔父が最後の浮世絵師といわれた歌川国松であった。明治大学法学部を卒業する。

### 画業
1972年に父が6代豊国を襲名、歌川派再興をめざし本格的に活動を始める。1983年、博三は歌川国芳の流れをくむ伊東深水の高弟であった立石春美に師事、美人画と浮世絵を習得する。世田谷展で入賞を果たした。1996年5月18日には日本橋ギャラリー「セナン」において髭年之丸の式という七代目歌川豊国襲名のお披露目会を執り行った。このとき、この会場にて「歌川派浮世絵展‐江戸から現代迄」を開催、父とともに作品を出品した。また、1997年11月、大阪天満橋の松坂屋にて「浮世絵師 歌川豊国展（江戸から現代まで）」を開催、同じく作品を出品している。1999年、父6代豊国の主宰により「歌川豊國興隆会」を発足させる。

### 7代目襲名
2000年11月、父の死去後、2001年1月に正式に7代目歌川豊国を襲名する。2002年3月21日、銀座スターホールにて七代目豊国襲名の名弘会を開催した。

## 作品
- 「勧進帳（十二代目市川団十郎）」 紙本着色
- 「源為朝（市川団蔵他）」 紙本着色
- 「鼓」 絹本着色 美人画
- 「横笛」 絹本着色 美人画
- 「舞」 絹本着色 美人画